# Bergens Atletklub
Bergens Atletklub blev stiftet den 20. august 1908 og er en af pionerklubberne indenfor norsk boksning.
| Sport | Spire Denne artikel om sport er en spire som bør udbygges. Du er velkommen til at hjælpe Wikipedia ved at udvide den. |